# Manuel Aróztegui
Manuel Aróztegui (Montevideo Uruguay, 4 de enero de 1888-Buenos Aires, Argentina, 14 de noviembre de 1938), fue un pianista y compositor dedicado al género del tango. 

## Actividad profesional
Cuando tenía alrededor de un año de edad su familia se radicó en Buenos Aires, donde cursó la escuela primaria hasta tercer grado. Ya adolescente, en 1905, escuchó tocar a Juan Maglio (Pacho) en un café sito en las calles Thames y Guayanas (actual Niceto Vega) y descubrió su afición por la música, por lo cual dedicó sus momentos libres a aprender la guitarra, el mandolín, el violín y, finalmente, el piano. En 1912 actuó en el Café El Maratón (en las calles Canning y Costa Rica), acompañado por el violinista Paulino Facciona y el bandoneonista Manuel Firpo. Después trabajó durante tres años en el cine-bar El Capuchino, ubicado en las calles Boedo y Carlos Calvo, y allí en 1913 estrenó su primer tango, El apache argentino, que no debe confundirse con otro posterior del mismo nombre de autoría de Celestino Reynoso Basavilbaso.
El mismo año escribió El Cachafaz, cuyo nombre proviene del apodo del bailarín Ovidio José Bianquet que dedicó al actor Florencio Parravicini. Aróztegui daba clases de música y tocaba en reuniones familiares y en salas cinematográficas de la época del cine mudo, ilustrando los filmes proyectados. Un músico amigo, Emilio Lozzia, le dedicó el tango Manunguito, nombre que pasó a ser un apodo por el que se lo conocía.
Aróztegui transcribió al pentagrama el famoso vals El aeroplano, de Pedro Datta, quien a su vez puso la dedicatoria “a mi buen amigo Manuel Aróztegui”.
La última obra que escribió fue Vengan muchachos,  en 1934 sobre letra de Luis Rubistein, que fue grabado por la orquesta de Julio De Caro. Otras de sus obras fueron los tangos: Champagne tango, Don Daniel, En la rambla, La gigolette, El granuja, Hasta la hacienda baguala, El jai-leife, Más o menos, Paraná; los valses: El apache argentino (homónimo al tango) y Confidencia; las polcas Amalia y La regalona; el two step para piano: Bon soir; y la cifra criolla A mi china.
Aróztegui, algo alejado del quehacer musical, se dedicó más adelante a la decoración de juguetes que luego correteaba. Enfermó en 1936 y vio disminuida su movilidad por lo que debía usar bastón y el 14 de noviembre de 1938 falleció a raíz de un síncope cardíaco en su domicilio de la calle Biarritz 1812 en el el barrio de La Paternal.